# Nemesia bacelarae
Nemesia bacelarae là một loài nhện trong họ Nemesiidae.
Nemesia bacelarae được miêu tả năm 2007 bởi Decae, Cardoso & Selden.